# Empagliflozină
Empagliflozina (cu denumirea comercială Jardiance) este un medicament antidiabetic din clasa inhibitorilor SGLT2, fiind utilizat în tratamentul diabetului zaharat de tipul 2. Calea de administrare disponibilă este cea orală.

## Utilizări medicale
Empagliflozina este utilizată în tratamentul diabetului zaharat de tip 2 (non-insulino-dependent), singură (atunci când administrarea de metformină este considerată inadecvată) sau în asociere cu alte antidiabetice:
- Insulină
- Metformină
- Derivați de sulfoniluree

sau combinații ale acestora, la pacienții adulți la care nu s-a realizat controlul glicemic adecvat cu dozele maxime tolerate ale acestor tratamente orale.

## Reacții adverse
Principalele efecte adverse asociate tratamentului cu empagliflozină sunt: hipoglicemie (în special prin asociere), poliurie, infecții de tract urinar și candidoză (vulvovaginală).